# Viviers-lès-Offroicourt
Viviers-lès-Offroicourt is een gemeente in het Franse departement Vosges (regio Grand Est) en telt 29 inwoners (2009). De plaats maakt deel uit van het arrondissement Neufchâteau.

## Geografie
De oppervlakte van Viviers-lès-Offroicourt bedraagt 4,8 km², de bevolkingsdichtheid is dus 6 inwoners per km².
De onderstaande kaart toont de ligging van Viviers-lès-Offroicourt met de belangrijkste infrastructuur en aangrenzende gemeenten.

## Demografie
Onderstaande figuur toont het verloop van het inwonertal (bron: INSEE-tellingen).